# Sphaeropteris cooperi
Sphaeropteris cooperi, dříve známá jako Cyathea cooperi, je jedna z nejčastěji pěstovaných stromových kapradin v Austrálii. Je to elegantní vzrostný druh.

## Rozšíření
Tento druh pochází z tropických nížin podél východního pobřeží Austrálie, ze spolkových států Nového Jižního Walesu a Queenslandu kde vyrůstá často kolem potoků, říček a močálu. Nevyhledává jako mnoho jiných druhů horské lesy a polostín, ale při dostatku podzemní vláhy mohou starší exempláře růst na plném slunci a snášejí i větrná místa. Nachází se maximálně do nadmořské výšky 1400 m n. m.
Je poměrně náročný na přezimování, teplota nesmí poklesnout pod +3 °C, proto se mimo tropické oblasti pěstuje jen málo. V České republice je Sphaeropteris cooperi ke spaření v Botanické zahradě Přírodovědecké fakulty Masarykovy univerzity v Brně.

## Popis
Kmen této kapradiny, který je vlastně přeměněný oddenek vyrůstající ze země směrem vzhůru, mívá v dospělosti výšku až 12 m a jeho průměr může být až 15 cm. Někdy je hladký, jindy má poměrně výrazné vejčité jizvy po odpadlých starých listech. Jak roste kmen tak postupně na jeho vrcholu vyrůstají nové listy a staré spodní usychají a opadávají. Do růžice uspořádané listy na vrcholku dosahují délky až 5 m a jejich silné řapíky porostlé hnědými a bílými šupinkami bývají dlouhé 0,5 m.
Dvakrát až třikrát zpeřené listy jsou zespodu světlejší, lístky prvého řádu měří až 1 m. Lístečky jsou dlouhé do 10 cm, spodní jsou výrazně oddělené a horní srůstají do sebe, v horní polovině jsou zubaté, na středním žebru lístečků jsou hvězdovité šupinky. Výtrusnicovité kupky jsou celokrajné nebo jen trochu vroubkované. Z plně vyzrálých výtrusů se rostliny, při dodržení teploty, vlhkosti a sterility relativně snadno rozmnožují.

## Využití
V současnosti, kdy je nejen Sphaeropteris cooperi ale celý bývalý rod cyatea pod kuratelou ochránců přírody, se již zdravé rostliny nekácejí ale naopak se mnohde vysazují pro ozdobu volné krajiny nebo v okrasných zahradách a parcích. Dobře roste ve vlhké výživné půdě a její poměrně plytký kořenový systém dobře reaguje na organické přihnojování, např. i zvířecím hnojem. Takto "dobře živená" rostlina je poměrně odolná proti živočišným škůdcům; pro vypěstování zdravé rostliny v zahradě je někdy nezbytné použít standardních organických i anorganických pesticidů.

## Ohrožení
Je stejně jako všechny ostatní druhy rodu chráněn mezinárodní úmluvou CITES která zakazuje s rostlinami a výrobky s nich obchodovat. Má se tak zabránit postupné likvidaci těchto exotických rostlin které s úspěchem rostou jen na specifických místech.
Protože se Sphaeropteris cooperi poměrně dobře množí, je schopna se za optimálních podmínek stát invazivní rostlinou. Například na Havaji se na určitých místech rozšířila tak, že zcela zastíňuje a tím potlačuje místní druhy stromových kapradin. Z Austrálie se dostala do volné přírody Francouzské Polynésie i na ostrovy Réunion, Mauricius a Madeiru kde se stala na některých místech dominantní rostlinou.

## Galerie

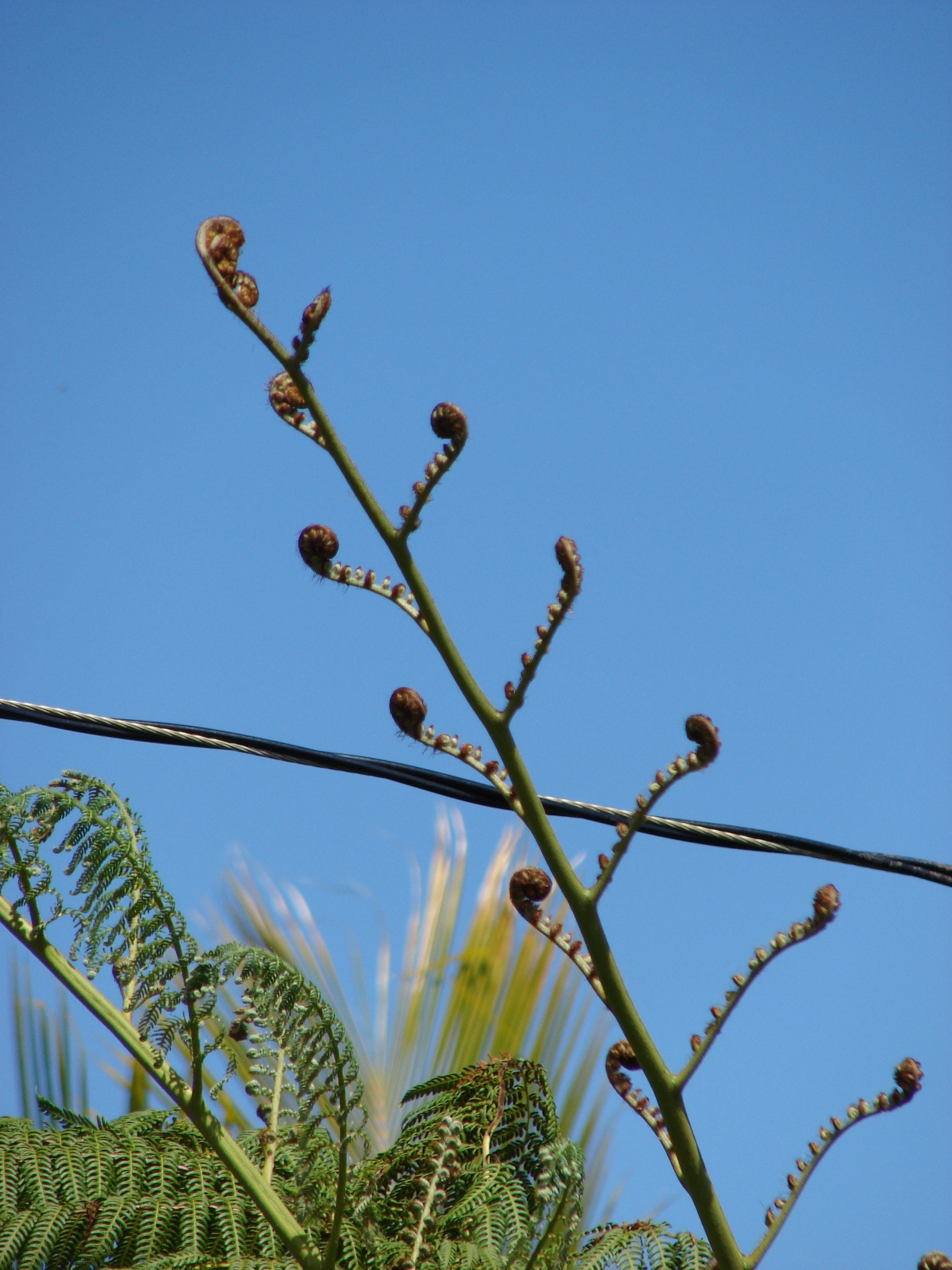
Rozvíjející se list
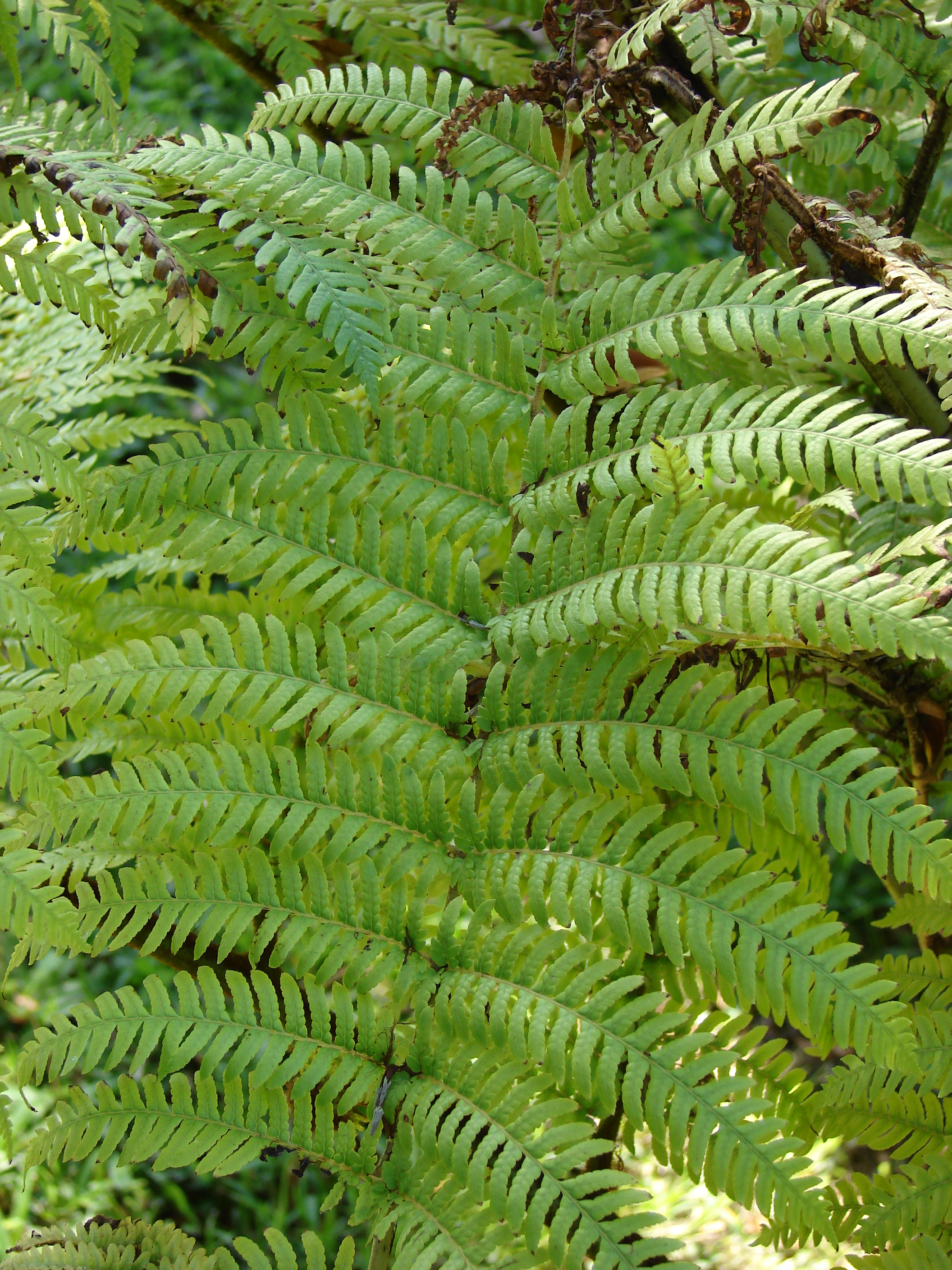
Zpeřený list
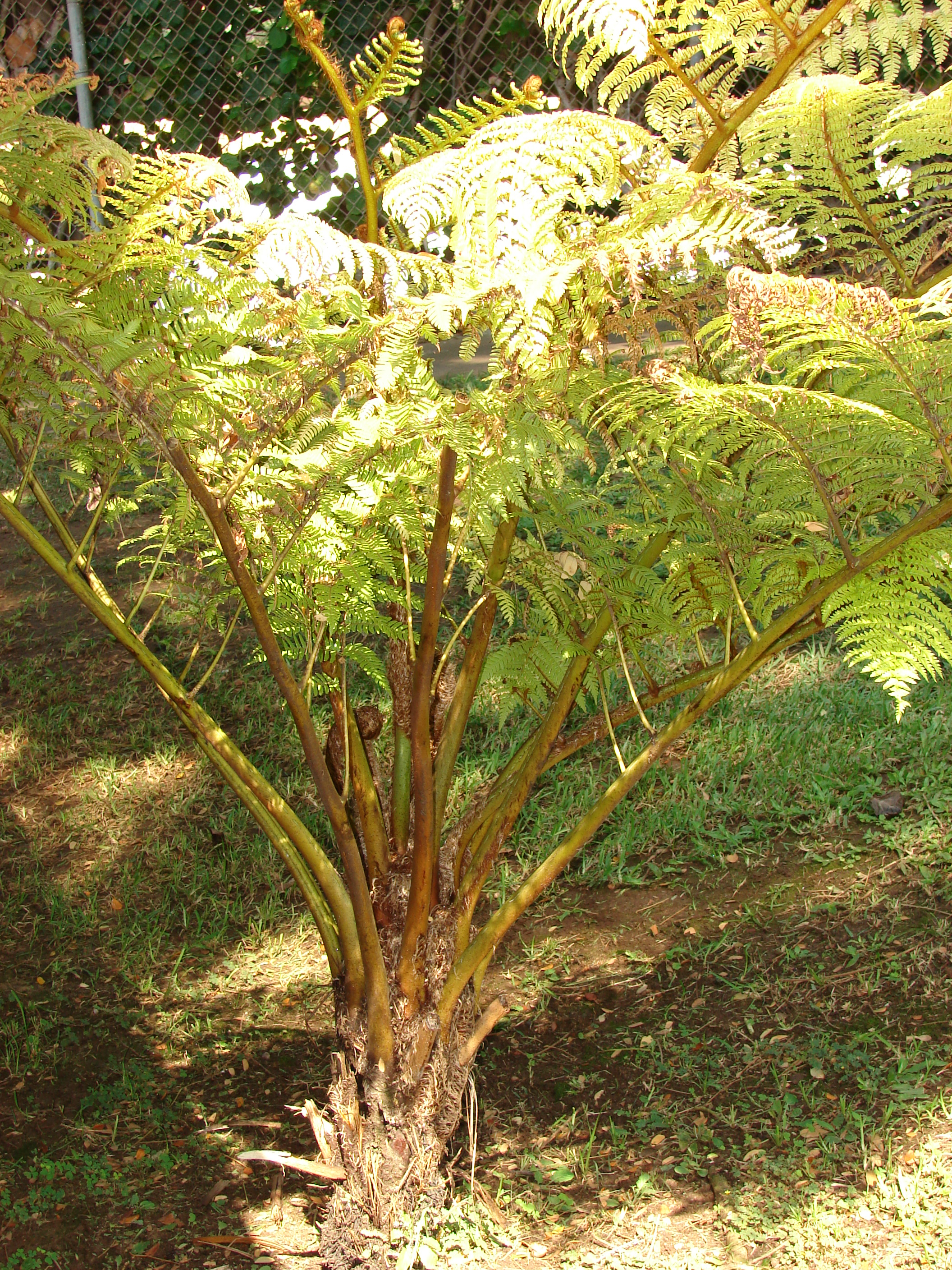
Mladá rostlina
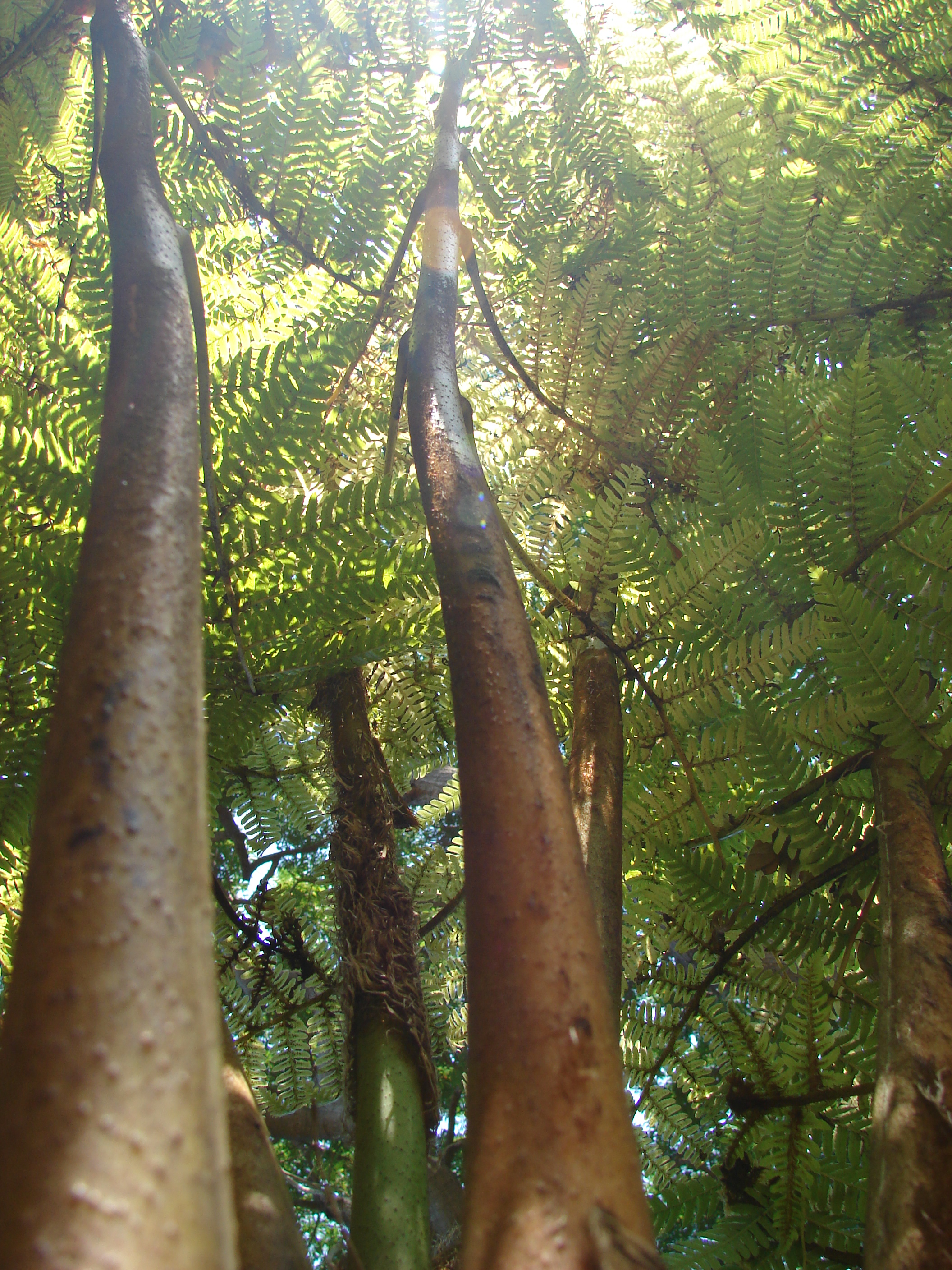
Hladké kmeny
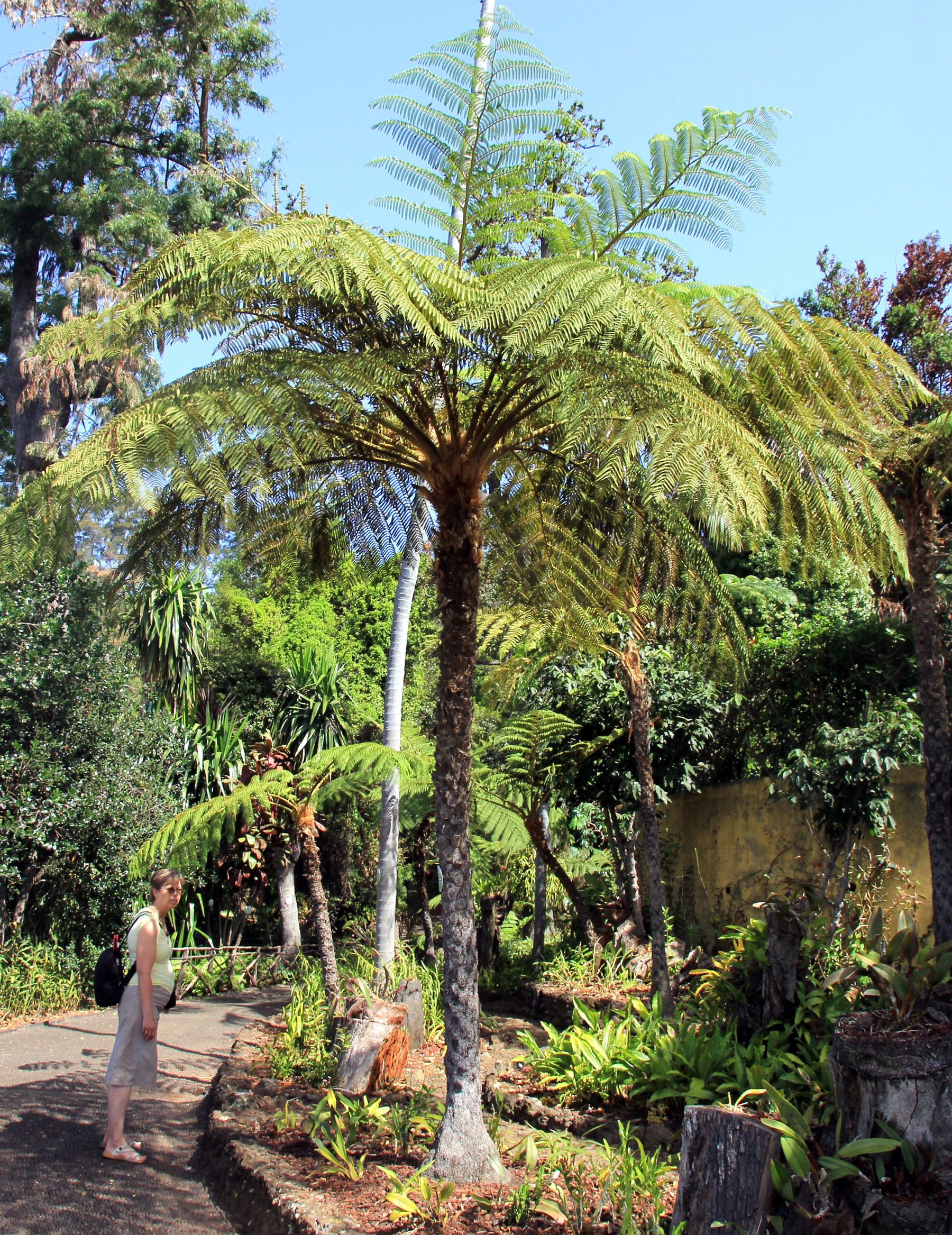
V botanické zahradě na Madeiře
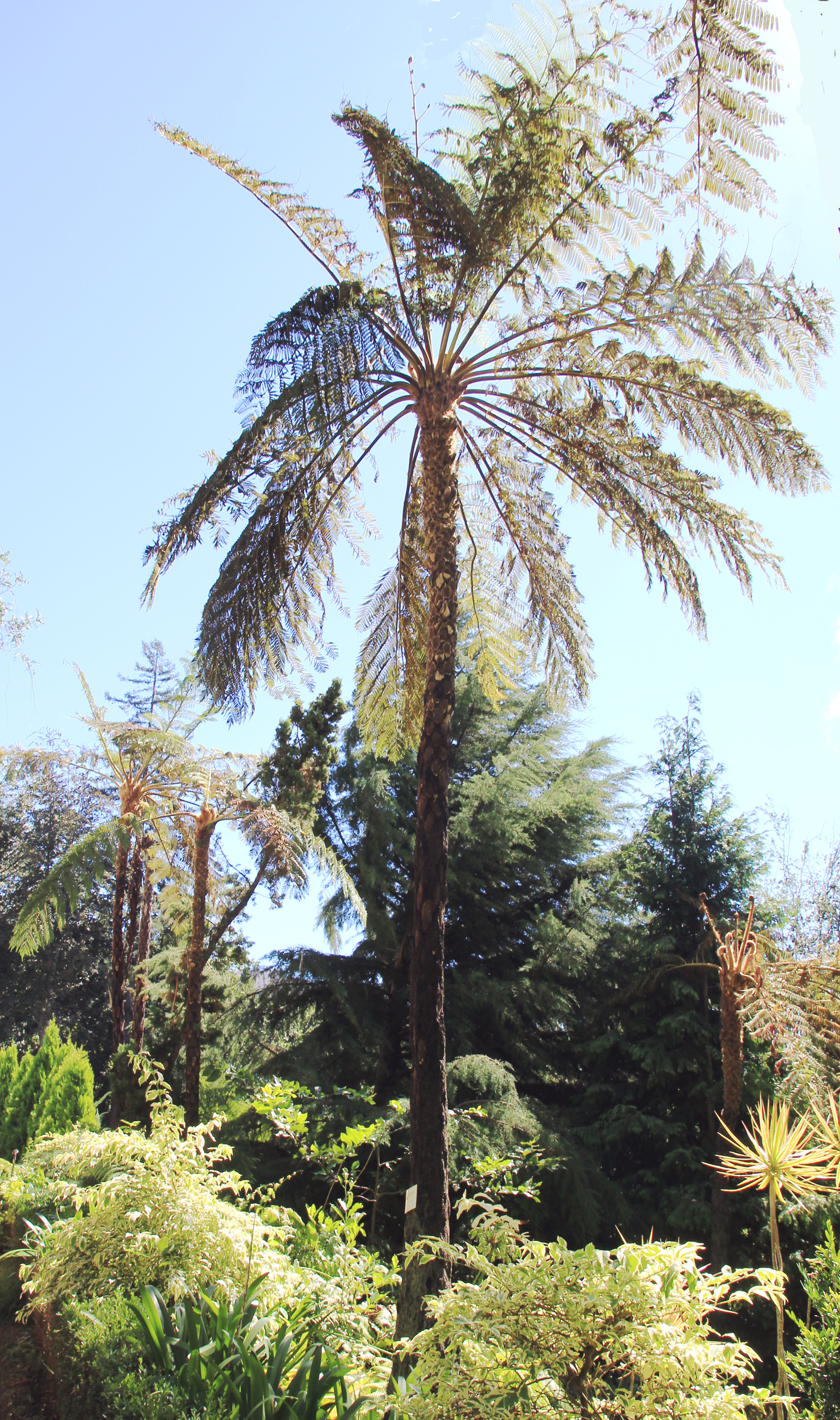
V botanické zahradě Monte na Madeiře